# Hulk contra o Mundo
World War Hulk (no Brasil, o título foi traduzido como "Hulk Contra o Mundo") é um crossover dos quadrinhos publicado em título próprio e em diversos outros títulos da Marvel Comics em 2007. A história é consequência dos eventos ocorridos na saga Planeta Hulk.
A história foi escrita por Greg Pak com arte de John Romita Jr. e capas por David Finch.

## Enredo
Todos os heróis da Marvel vendo que a força do Hulk não tem limites, sendo capaz de com essa derrotar deuses e seres celestiais, além de se provar capaz de rivalizar com Thanos, resolveram enviar Hulk ao espaço, mas sua nave cai na terra Sakaar, onde o antigo Vingador vira um escravo, mas logo alcança o título de Gladiador supremo do universo, conquistando no percurso o mundo que o escravizou anteriormente, aliados e uma utopia que não sabia que desejava e dava para alcançar, entretanto quando essa ruiu, o Titã Verde culpou os grupos de heróis que o enviaram para o planeta para começo de conversa. Culpou-os pela explosão da espaçonave em que foi exilado e a dizimação de todo seu mundo. Enquanto isso, sem os heróis saberem que consequências de suas ações iniciais levariam a morte da esposa do Golias Esmeralda, Caieira, a fortaleza, seu filho ainda não nascido - Qual descobriu-se posteriormente que estava vivo, e se chama Skaar - e de quase toda a população do planeta, Hulk se enfurece como nunca antes visto, tendo sua força chegando a níveis tão alarmantes que ele volta para a Terra para alcançar vingança, trazendo consigo seus aliados sobreviventes da explosão, o Pacto de Guerra.
Então, saindo da nave e pousando em sua primeira parada, a Lua - Lar dos Inumanos -, Hulk derrota Raio Negro e um vasto número de Inumanos - cera de 1 mi - (que mais tarde revela-se como sendo um impostor Skrull). O Hulk então segue para Manhattan, onde exige a presença dos Illuminati e que a cidade seja evacuada e assim começa World War Hulk, a maior batalha que Nova Iorque vivenciaria.
Posteriormente, o Gigante de Jade viaja para a casa dos X-Men, onde o Professor X, ausente da decisão de enviar o Hulk fora do planeta, admite que teria concordado com a decisão. Dessa maneira então o Hulk derrota várias equipes de X-Men e batalha com o Juggernaut, mas deixa o local após a aprendizagem do Dia M, acreditando que o Xavier tem sofrido bastante.
O Hulk então retorna para Manhattan e batalha com as equipe sobre-humanas da Gamma Corps e com o Motoqueiro Fantasma. 
Eventualmente o Hulk derrota o Homem de Ferro, destruindo a Torre Stark no processo. Em seguida o Golias Esmeralda derrota os Novos Vingadores, os Poderosos Vingadores, Doutor Samson e o Quarteto Fantástico. Ao fim das batalhas árduas, o Hulk anexa "discos de obediência" nos super-heróis derrotados, que foram aprisionados, impedindo-os de utilizar os seus poderes. E em algum momento o Hulk também derrota Todos os vilões da Marvel, chegando até a matar Thor e Odin.
Depois de uma breve batalha envolvendo Hércules, Amadeus Cho, Namor e Angel, Hulk derrota o General Thaddeus "Thunderbolt" Ross e um Exército dos EUA. O Hulk então encontra o Doutor Estranho, que misticamente funde-se com um velho inimigo poderoso, Zom. O Hulk derrota o Zom possuindo Dr. Estranho, fazendo com que a entidade demoníaca venha a fugir.
Um preso Tony Stark (Homem de Ferro) se comunica com a S.H.I.E.L.D., revelando um plano de emergência para engolfar Manhattan na Zona negativa, aniquilando assim o Hulk e todos os outros na ilha, caso os heróis venham a falhar.
O Hulk e o Pacto de Guerra transformam o Madison Square Garden em uma arena de gladiadores. Enquanto isso, ele repele uma tentativa de assassinato de Escorpião, e um confronto com a iniciativa.
Mais tarde, de volta a arena do Madison, seguindo discursos dos adeptos humanos do Hulk, Hulk prepara o Doutor Estranho, Homem de Ferro, Raio Negro e Senhor Fantástico para lutarem uma batalha contra monstros espaciais com tentáculos alienígenas e depois um outro combate até a morte, aos olhos de uma platéia aplaudindo. Porém Hulk declara que a sua intenção era de "justiça e não de assassinato", e ninguém tinha que morrer.  Não pelas suas mãos. Mas ele ainda planeja destruir a cidade de Nova Iorque e deixar os Vingadores em vergonha.
E então num momento crítico, o Sentinela chega e ataca o Hulk, levando-o a uma batalha prolongada que esgota os dois. Após a derrota do homem com o poder de um milhão de sóis explodindo, o Sentinela, Hulk cai exausto, voltando a sua forma humana e "fazendo as pazes" com Rick Jones e o lado humano e racional do Hulk, Bruce Banner. Entretanto, enfurecido pela misericórdia e o retorno do Hulk a um humano franzino e patético, o membro do Pacto de Guerra, Miek, revela que a explosão que começou esta guerra não foi causada pelos Illuminati, mas por partidários do Rei Vermelho, o que ele, Miek, sabia, mas escolheu não compartilhar, tampouco impedir o acontecimento. Então, ciente disso, Banner transforma-se em Hulk novamente e ataca Miek. Sobrecarregado com raiva, Hulk involuntariamente começa a liberar energia que ameaça a terra, então Hulk dá um pulo e com 1 soco destrói o Sol. Stark então ativa uma série de satélites com poderes que o mesmo adquiriu das jóias do infinito e de outras materiais cósmicos, e com a arma abre fogo sobre o Hulk, retornando-o a sua forma de Bruce Banner, vencido. 
A S.H.I.E.L.D. depois aprisiona Banner em uma instalação subterrânea, três milhas abaixo da superfície com os outros membros do Pacto de Guerra tendo sido levados sob custódia militar dos EUA.

## Outras versões
What If? World War Hulk apresenta duas histórias, uma mostrando o que aconteceria na hipótese do Hulk triunfar sobre os heróis, e a segunda, quais seriam as consequências caso ocorresse o retorno de Thor durante os acontecimentos da saga.